# Гаврило Ковачевић
Гаврило Ковачевић (Ириг, 18. март 1765 — Земун, 12. новембар 1832) је био српски књижар и издавач. Данас немамо много поузданих података о његовом животу, ово се посебно односи на период пре него што је отворио књижару у Земуну.

## Биографија
Рођен је 18. марта 1765. године у Иригу, од оца Лазара и мајке Јелисавете. Имао је сестру Теодору и полубрата Глигорија. Основну писменост је стекао у Иригу, после чега је, незнано где, изучио књиговезачки занат. Од 1804. године је живео у Земуну као књиговезац, књигопродавац и песник. Од 1808. године бележен је у списковима претплатника на књиге. Судећи и по претплатама имао је лепу личну библиотеку.
Помиње се као књигопродавац од кога су после првог и другог устанка ширене књиге по Београду. У књижевности се јавио песмом Пѣсны о случайномь возмущенiи въ Сербiи приключимьшемся и о изображенiи дѣлъ Сербiяновъ вь дѣйствiи произведенныхь (Будим 1804). Друго издање 1806. било је забрањено. Године 1832, прештампана је као прва књига издавача Глигорија Возаровића и прва штампана у новој Државној штампарији у Београду.

## Књижевни рад
С почетком века, у Земуну је књиговезац Гаврило Ковачевић био не само књигопродавац него и писац, и то писац потпуно простонародног типа. Године 1804, он је издао Пѣсны о случайномь возмущенiи въ Сербiи приключимьшемся и о изображенiи дѣлъ Сербiяновъ вь дѣйствiи произведенныхь. To је почетна радња, која је нашла много одзива и која се, касније прештампавала. Језик је унутра много бољи него што би се могло мислити по овом натпису, а текст је версификована хроника о првој години Карађорђева војевања на дахије. Види се да је тај успех писца на даљи рад подстакао, јер годину дана потом видимо да Каулиција издаје његов спев о косовском боју, који се још чешће прештампавао. Види се да је дотле Ковачевић само покушавао писати, а 1805. бележи се већ да се спис код њега и продаје. Године 1808, пустио се он и у библијске предмете, јер је те године већ као „књигопродавац земунски“  издао песму Jidiø мечем Олоферну главу оусѣкнувши, тѣм lidex освободивши. Године 1809, издао је књигу Пролѣтiє или лѣторасл человѣческаго вѣка, потом се неко време зауставио, или нам о његовој радњи ни библиографија није сачувала података. Године 1818, јавља се опет књижицом Вѣнец безсмертне славе сербским просвѣтителем и књижицом Пѣсноловка. Последње Ковачевићево у библиографији забележено дело отвара покрај ове две жице, легендарно-библијске и јуначко-епске, које су у горенаведеним списима истакнуте, још и жицу сентиментлно-романтичну; то је 1828. штампани спев Вѣнац цѣломудрiя ю спомен чувствителне у чрезвычайне любови Аделаиде, алпiйске пастирке. Предмет је тај из Мармонтела изнео још 1783. Доситеј у своме Собранiю нравоучителных вешей, које се 1808. наново штампало. Ковачевићеву обраду прештампавао је после и Јеремија Караџић, а неко је и био драматизовао за аматерска позоришта. Довољно да је тај предмет кроз много времена у нашој публици одзива налазио.
Списи Гаврила Ковачевића немају, разуме се, никакве вредности ни по поезији ни по висини мисли пред критиком или пред литерарним историком. Али његов језик, народни с извесном смесом црквено-словенских речи или облика, колико да се одвоји од свакидашњега и замирише на старинске књиге и стару прашину архивску; његова проста версификација без полета, надохват свакоме; његов избор предмета према укусу ондашње публике, којој је по вољи он и језик и све остало удешавао, дају му знатно место међу оним писцима пионирима без стварне вредности који стварају читалачку публику и крче пут од себе знатнијима и спремнијима. Гаврило Ковачевић с његовим мешовитим стихотворством о политичко-историјским и сентиментално-романтичним списима, без полета и оригиналности, збирао је публику и читаоце, и та публика, ако није разумевала његове спремније другове, у ствари је неговала љубав ка књизи и школи, која је позније истисла ове сиромахе пионире, да на њихова места посади достојније и заслужније.
Из издања Каулције и Гаврила Ковачевића, која су позније и други једнако прештампавали, ми видимо да је српска читалачка публика у почетку XIX века тражила лаке и забавне ствари о библијским предметима, за коју су спрема и укус остали још од старе књижевности и хришћанства, о добро познатим догађајима народне историје и о књижевним саставима у смислу средњовековне апокрифске забаве, правца метичног, романтичног и сентименталног, стила лаког али не простог него ишараног шаренилом старог књижевног језика.